# Мозер, Симон
Симо́н Мо́зер (нем. Simon Moser; род. 10 марта 1989, Берн) — швейцарский хоккеист, нападающий клуба Швейцарской национальной лиги (NLA) «Берн».

## Статистика
| Легенда | Легенда                    | Легенда | Легенда                   | Легенда | Легенда    |
| ------- | -------------------------- | ------- | ------------------------- | ------- | ---------- |
| И       | Количество проведённых игр | Штр     | Штрафное время            | +/−     | Плюс-минус |
| Г       | Голы                       | П       | Голевые передачи          | О       | Очки       |
| -       | Статистика неизвестна      | —       | Статистика не учитывалась |         |            |

### Клубная карьера
- a В «Плей-офф» учитывается статистика игрока в Плей-аут.

## Достижения

### Командные
Национальные
| Год  | Команда | Достижение                 | Достижение |
| ---- | ------- | -------------------------- | ---------- |
| 2015 | Берн    | Обладатель Кубка Швейцарии |            |
| 2016 | Берн    | Чемпион Швейцарии          |            |

Международные
| Год  | Команда          | Достижение                                                          | Достижение |
| ---- | ---------------- | ------------------------------------------------------------------- | ---------- |
| 2009 | Швейцария (мол.) | Победитель Первого дивизиона молодёжного чемпионата мира (группа А) |            |
| 2013 | Швейцария        | Серебряный призёр чемпионата мира                                   |            |

### Личные
Юниорская карьера
| Год  | Команда             | Достижение                                        | Достижение |
| ---- | ------------------- | ------------------------------------------------- | ---------- |
| 2007 | Лангнау Тайгерс U20 | Лучший бомбардир молодёжного чемпионата Швейцарии |            |